# Notobdella nototheniae
Notobdella nototheniae is een ringworm uit de familie van de Piscicolidae. De wetenschappelijke naam van de soort is voor het eerst geldig gepubliceerd in 1901 door Benham.